# Дуби біля с. Рогинці
Дуби́ бі́ля с. Роги́нці — ботанічна пам'ятка природи місцевого значення в Україні. Об'єкт природно-заповідного фонду Сумської області. 

## Опис
Розташована в лісовому масиві на схід та північний схід від села Рогинці Роменського району Сумської області. 
Площа 0,06 га. Оголошена рішенням Сумського облвиконкому № 227 10.12.1990 року та рішенням Сумської облради від 19.10.2000 року. Перебуває у віданні ДП «Роменський агролісгоп» (Роменське лісництво, кв. 37, вид. 7, кв. 39, вид. 1, кв. 43, вид. 19). 
Охороняються 3 окремо розташовані дерева дуба звичайного віком близько 350 років. Висота дерев до 30 м, обхват стовбура — до 3,5 м, діаметр у межах 1 м. Дуби плодоносять, але мають ознаки хвороб та пошкоджень.

## Галерея

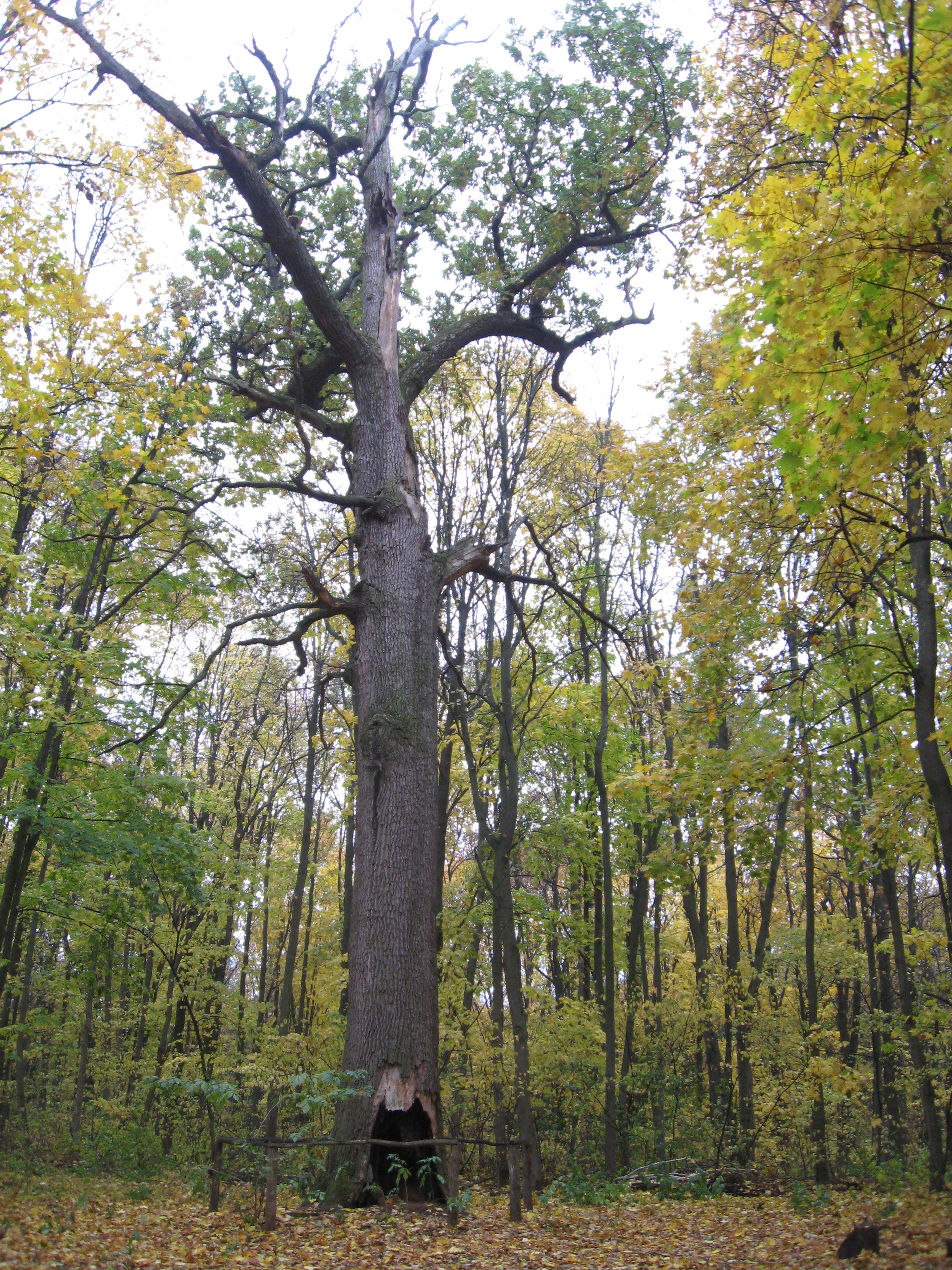
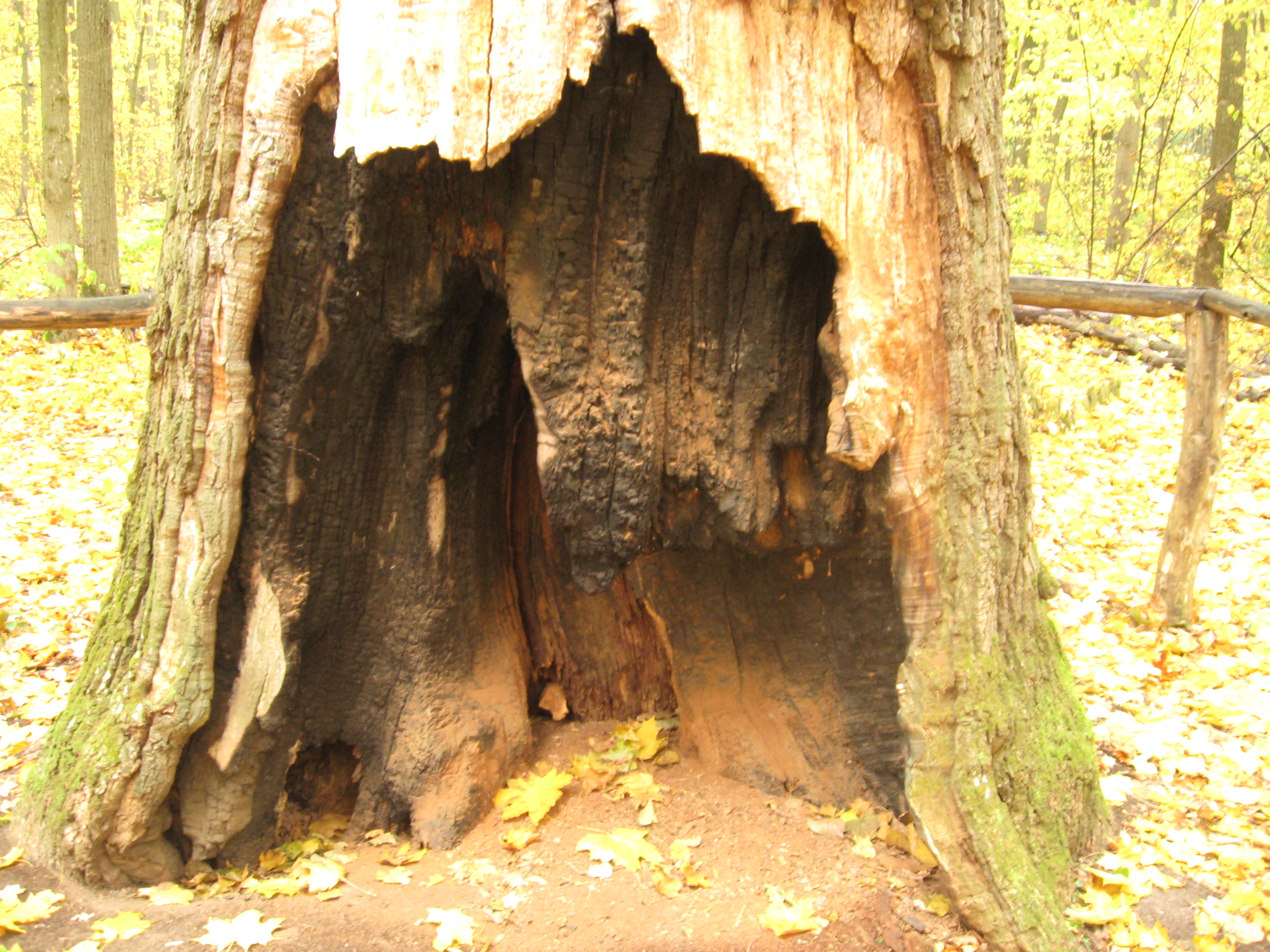
Результати підпалу дуба 1991 року
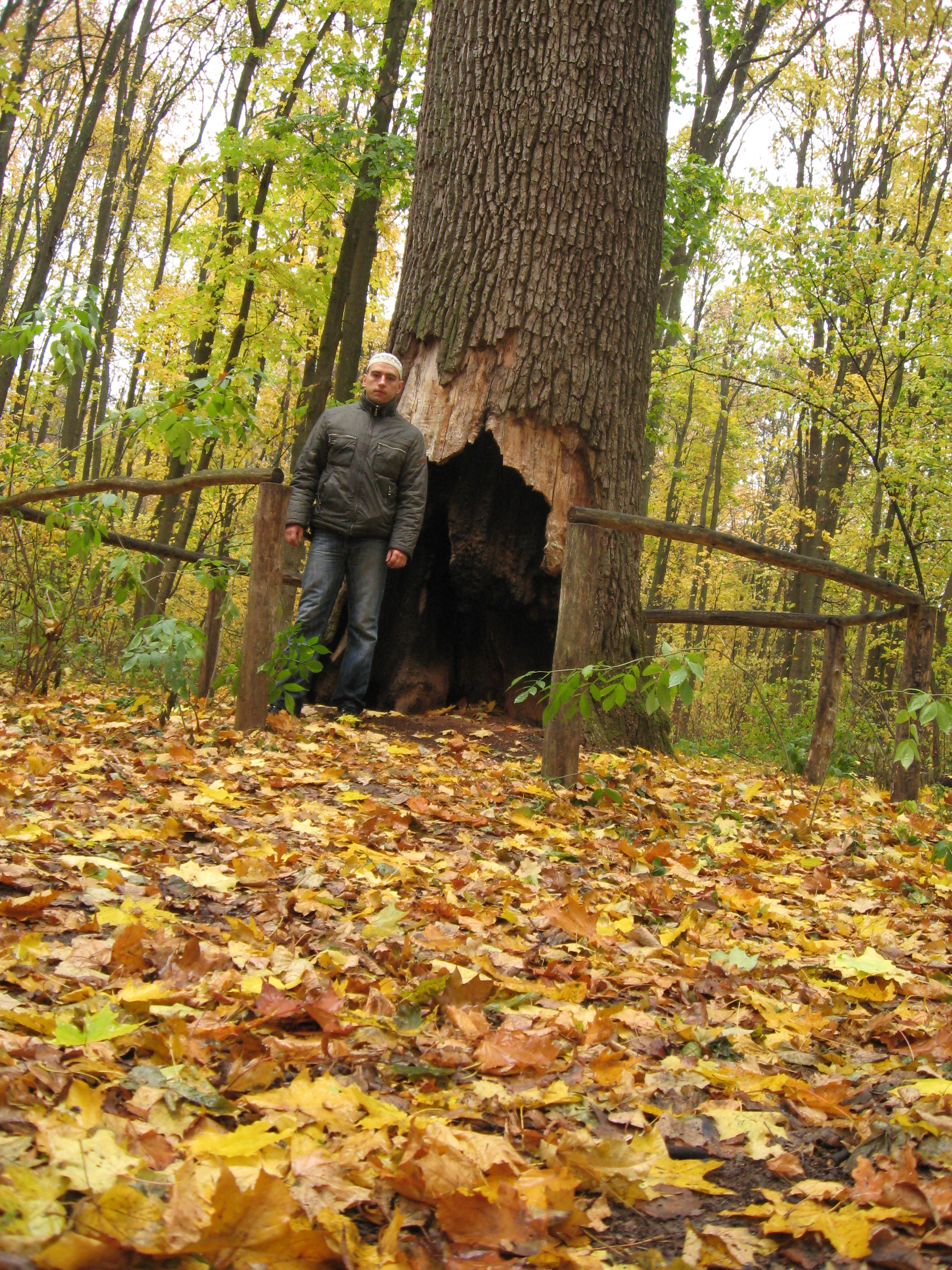